# Salmophasia bacaila
Salmophasia bacaila är en fiskart som först beskrevs av Hamilton 1822.  Salmophasia bacaila ingår i släktet Salmophasia och familjen karpfiskar. IUCN kategoriserar arten globalt som livskraftig. Inga underarter finns listade i Catalogue of Life.